# 강순
강순(康純, 1390년 ~ 1468년 10월 27일)은 조선 세종, 세조 때의 명장, 정치인이다. 본관은 신천이다. 조선 태조 이성계의 계비 신덕왕후의 친정 종손자이자 상산부원군 증 영돈령부사 강윤성의 증손이다. 왜구와 여진족을 여러 번 토벌하여 원종공신 2등에 녹훈되었고, 관직은 의정부우의정 신천부원군에 이르렀다.
남이의 옥사에 연루되어 국문 후 거열형을 당했으며, 조선 순조 때 의정부우의정 남공철의 상소로 복권되었다. 자는 태초(太初)이고 시호는 장민(莊愍)이다.

## 생애

### 생애 초반
강순은 황해남도 신천에서 병마절도사 강진행(康鎭行)의 아들로 태어났다. 강조와 강지연의 후손으로, 신덕왕후의 친정아버지 상산부원군 증 영돈령부사 강윤성의 증손이었다. 그의 집안은 조선 왕실의 가까운 인척이었으나 무안대군, 의안대군이 제2차 왕자의 난 당시 태종 이방원의 손에 처형당했으므로 그의 가계는 사실상 몰락했었다. 그는 군인으로 훈공을 세워 정승의 반열에 올랐다.

### 관료 생활
음보로 관직에 올라 여러 벼슬을 지냈다. 1443년 제주도 지대정현사로 부임하였다. 1443년과 1444년 제주도를 침략한 왜구의 선박을 발견하고 격추하고 왜구 몇명을 생포하였다. 그 뒤 첨지중추원사, 상호군 등을 거쳐 명나라에 사은사로 다녀왔다. 1443년 회령도호부사가 되고 1450년 판군기감사, 첨지중추원사를 거쳐 평안도 조전절제사가 됐고, 1451년 황해도 조전절제사가 되었다. 1455년 12월 원종공신 2등관에 녹훈되었다. 세조 즉위 후 1456년(세조 2년) 판의주목사, 1458년 다시 첨지중추원사가 되었다가 중추원부사로 승진했다. 1459년 행첨지중추원사가 되었다가 1460년 행 상호군으로 명나라에 파견되는 사절단이 되어 연경에 다녀왔다.
1460년 봄 판길주목사, 판영북진도호부사를 거쳐 그해 9월 여진족 모린위 부락을 토벌하였다. 바로 자헌대부로 승자하여 종성절제사로 부임하였다. 1461년 함길도 도절제사, 1465년 중추원사, 1466년 오위도총부 도총관이 되었다.

### 북방 정벌
1467년에 이시애의 난 때 진북장군(鎭北將軍)에 임명되어 손소(孫昭), 어유소를 대동하고 함께 난을 진압하러 나가 함경도 홍원, 북청 등지에서 공을 세우고 되돌아와 적개공신에 녹훈되었다.
같은 해 국경을 넘어 여진족의 소굴인 건주위를 칠 때, 서정 장군이 되어 우장군 남이, 좌장군 어유소와 함께 출전하여 여진족 지도자 이만주 부자를 죽이는 등 많은 공을 세우고 돌아왔다.
건주위 토벌에 출정하여 공을 세워 그해 12월 조선으로부터는 군공 1등(軍功一等)에 녹훈되었다. 명나라 헌종으로부터는 은 20냥과 비단을 하사 받았다. 이후로 그의 벼슬이 차차 올라 의정부우의정이 되었다. 이후 잠시 영의정이 되었으나 곧 물러난다.

### 모함과 죽음
1468년(세조 13년) 그는 신천부원군으로 봉군되고 오위도총부 도총관이 되었다. 세조가 문둥병으로 세상을 떠나고 예종이 즉위한 해에 반란을 꾀했다는 유자광의 모함으로 남이와 함께 추국을 당한 뒤 죽음을 당했다.

## 사후
유자광은 국문장에서 고문을 당한 남이와 엮었고 강순도 국문을 당하다 남이의 거열형(車裂刑)을 본 후 그 자신도 거열형을 당했다.
고문에 정신을 잃고 억지 자백에 응했다가 사형을 선고받는다. 형장으로 끌려가면서 강순은, “남이야! 너는 나와 무슨 원수가 졌기로 나를 끌어넣었느냐?” 하니, 남이는 “여보시오 우상! 나도 참으로 원통하오! 당신은 원상으로 내가 누명을 쓰고 죽는 것을 그대로 보고만 있을 수 있오? 그래서 우상도 같이 죽어야 싸다고 여긴 것이오!” 하고 조롱하였다. 거열형 직후 시신은 7일간 저잣거리에 효수되었다가 누군가에 의해 수습되었다.
그 뒤 충청남도 보령군 청연역 뒤쪽 배자산 아래에 안장했다가 뒤에 보령군 미산면에 이장되었고, 1818년(순조 18년)에 당시 의정부우의정 남공철의 건의로 복권되었고, 1871년 고종 때 가서 시호가 추서된다. 시호는 장민공(莊敏公)이다.

## 가족 관계
본가(신천 강씨)
- 증조부 강윤성(康允成)
  - 대고모 신덕왕후
  - 대고숙 태조
    - 내당숙 무안대군
    - 내당숙 의안대군

  - 할아버지 : 강윤부(康允富)
    - 아버지 강진행(康鎭行, ? - 1453년)
    - 어머니 : 이름모름
      - 동생 : 강말생(康末生)
      - 동생 : 이름 미상
      - 제수 : 복수(卜守)
        - 조카 : 강금무적(康金無赤)

      - 동생 이름 미상
      - 제수 : 명근(命斤)
      - 동생 : 강아지(康阿只)

    - 서모, 이름 미상, 아버지 강진행의 첩
      - 서제 : 강춘생(康春生)

처가(전주 이씨)
- 부인 : 전주이씨(全州李氏[1], ? - ?, 병조참의 이확의 딸)
  - 아들 : 강공이(康孔伊, ? - 1468년)
  - 자부 : 이름 미상, 고모뻘 되는 친척이 명나라 영종의 후궁[2]이므로 의금부(義禁府)에 특명을 받아 연좌되지 않았다.[3]
  - 차남 : 강석손(康碩孫, ? - ?)
  - 첩부 : 옥금(玉今[4],? - ?, 아들 강석손의 첩, 하동(河東)에 관비가 되었다.)
  - 첩부 : 관음비(觀音非[4]), 사천(泗川)의 관비가 되었다.)
- 계처 : 부귀(富貴[4],? - ?)
- 계처 : 중비(仲非[5], ? - 1471년 3월 17일)
- 후첩 : 춘월(春月, 웅천(熊川)의 관비로 끌려갔다.[4])
- 후첩 : 월비(月非, 신숙주의 노비가 되었다.[6])

## 기타
사후 그의 가족은 노비로 전락했고 공신들에게 분배되었다. 그의 후처로 후에 여종이 된 중비(仲非)는 자신의 종이었던 막산(莫山)과 함께 거평군(居平君) 이복(李復)의 종으로 분배되었다. 그러나 중비는 막산과 간통하였다가 옛 상전의 아내와 종의 관계라는 이유로 탄핵을 받고 참수되었다.

## 같이 보기
| - 이시애의 난 - 이징옥의 난 - 강호경 - 강조 - 강지연 - 강숙재 - 강윤성 - 강득룡 - 신덕왕후 - 무안대군 - 의안대군 - 경순공주 - 유자광 - 신숙주 | - 적개공신 - 원종공신 - 이징옥 - 이시애 - 어유소 - 어우동 - 여진족 - 유감동 - 이만주 - 남이의 무옥 - 남이 - 유자광 - 중비 - 사육신 - 신윤복 | - 대방군부인 송씨 - 학조 - 이구지 - 이확 - 임영대군 - 귀성군 - 태종 - 세조 |